# Albert Pigot
Albert Pigot est un producteur, réalisateur et metteur en scène français de cinéma et de théâtre, né à Paris le 26 décembre 1956 d’une mère italienne et d’un père français.

## Biographie
Acteur pour le théâtre et le cinéma de 1976 à 1991, en commençant avec la Cie La Mie de pain, Albert Pigot a joué dans les usines et la rue, puis par la suite au Théâtre du Soleil, au théâtre de la Cité Universitaire et l’Espace Pierre Cardin à Paris.
Il a travaillé dans les milieux dits d’exclusion, faisant entrer le théâtre dans les prisons, les hôpitaux psychiatriques, ainsi que dans les foyers et les cités où, avec la compagnie Arcadin, il crée des spectacles intergénérationnels (1994-1996).
En 1994, il fonde avec Jean-Pierre Chrétien-Goni la société Bicéphale Production, au sein de laquelle il produit les premières émissions cinématographiques sur internet avec CanalWeb, puis des  courts, moyens et longs métrages pour le cinéma et la télévision.
Il est également metteur en scène et producteur du spectacle vivant de 1989 à 2013.
À partir des années 2000, il séjourne fréquemment dans l’espace de coopération caribéenne où il noue de solides relations dans les milieux culturels ultramarins et produit un certain nombre de longs métrages et moyens métrages.
Entre 2011 et 2014, il est également Vice-président de la MJC Jacques Tati, La Maison des Jeunes et de la Culture d’Orsay (Une salle de théâtre et deux salles de cinéma : Demy et Becker)
De 2019 à 2021, il séjourne entre Marie-Galante et la Guadeloupe écrivant un scénario de long métrage très librement inspiré du mythe de « La mare au punch » à Marie-Galante.

## Filmographie

### Producteur

#### Longs métrages
- 2001 : Papa, est-ce que je peux venir mourir à la maison de Christian Lara
- 2003 : 2 ou 3 Choses d’elles de Christian Lara
- 2004 : Cracking up de Christian Lara[4]
- 2005 : Douar de femmes de Mohamed Chouikh[5]
- 2006 : 1802, l'épopée guadeloupéenne de Christian Lara[6],[7]
- 2006 : Avant le jour de Judith Abitbol[8],[9]
- 2007 : Héritage perdu de Christian Lara
- 2009 : Le mystère Joséphine de Christian Lara
- 2010-2013 : À bas bruit de Judith Abitbol[10],[11]

#### Courts et moyens métrages
- 1995-1996 : A uma que passa, clip de Muriel Lacalmontie
- 1996 : Béatrice d'Ivan Heidsieck[12]
- 1997 : Infidélité et jalousie (50 min) de Maxime Hureau
- 1997 : Close to the night de David Ottenhouse
- 1997 : Les Somnambules de Sébastien Derrey
- 1998 : Sept petites notes de Claude Berne
- 1998 : Ce sera du gâteau de Claude Berne[13]
- 1998 : La Femme dévoilée de Rachida Krim et Hamid Tassili
- 1999 : Après le brouillard de Pierre-François Brodin et Pascal Leteneur[14]
- 2000 : Le Vacancier de Christian Lara
- 2000 : Quiproquos de Christian Lara
- 2001 : À une madone de Cheyenne Carron[15]
- 2001 : L’Androgyne de Servane Py[16]
- 2002 : Chassé-croisé de Marie-Agnès Viala[17]
- 2006 : La Grève de Patrice Boullemar
- 2009 : Le Négropolitain de Luc Saint-Éloy
- 2015 : No News From Home (5') - Un film de Patrick Zocco

### Réalisateur et producteur
- 1995 : Carnet de vol, carnet de vie - Un film de Jean-Pierre Chrétien-Goni[18]
- 1999 : Au nom des Anonymes - Un film d'Aurine Crémieu
- 2003-2006 : Sur les traces de Louis Delgrès (réalisateur)
- 2010 : Mon peigne, mes ciseaux et moi (réalisateur)
- 2011 : De l’ombre à la lumière. Les parlementaires ultramarins et sénégalais, de la Révolution française à nos jours (réalisateur)
- 2014 : À la mémoire du Capitaine moïse Bébel - Un film de Gérard César
- 2018 : De Saché à Berditcheff ou Le voyage de Balzac en Ukraine - Un film de Marc Sagnol

### Producteur de magazines télévisuels
- 2003-2006 :  26' bi hebdo (34 magazines produits) sur l’actualité du cinéma à Canal Web : Profession scénariste et Leçon de mise en scène - Animées Marie Marvier en partenariat avec le magazine Synopsis

### Distributeur
- 2007 : Avant le Jour - un film de Judith Abitbol
- 2006 : 1802 l’Épopée guadeloupéenne - Un film de Christian Lara

## Théâtre

### Metteur en scène et producteur du spectacle vivant
- 1989 : Les nouvelles révélations de l’être d'Antonin Artaud - Mise en scène et interprète avec Laure Duthilleul au festival d’Uzeste
- 2009-2010 : Le ciel étoilé au-dessus de moi de Jozef Bojo grand D - Mise en scène et adaptation théâtrale - Théâtre des Arènes de l’Agora d’Evry

### Producteur du spectacle vivant
- 1988 : Britannicus de Jean Racine - mise en Scène Bernard Pigot
- 1994 : Machines à musiques au Café la pêche de Montreuil spectacle théâtral et musical.
- 1995 : Le vent et les hommes, c’est pareil (Carmina Burana) au CATTP de Vélizy.
- 1995 : Don Quichotte, le chevalier errant au C.J.D. de Fleury-Merogis
- 1996 : Oussé Laba au théâtre de la Merise à Trappes, spectacle intergénérationnel.
- 1996 : Création du : Le Off du Off d’Avignon :  La Tempête Variation sur la pièce de  Shakespeare. Machines à Musique  (Reprise)  - Une petite âme de Véronique Estel  - Une exposition d’Arts Plastiques en Avignon à  Montfavet (CHS) du 9 au 30 juillet : avec l’atelier Marie Laurencin, Colette Grand Gérard, Laurence Pustetto, Nicolas Babinet, Kantaro, la particularité de cette “Expo”, ouverte sur la cité, est de mêler "patients" et "non-patients" dans le même contexte, dans le même esprit, d'indistinction des "patients" et des "impatients"
- 2001 : Création d’un festival de cinéma "Un dimanche à la campagne" à la Ferme du Bois Briard de Courcouronnes en Essonne, le Ministère à la Ville, la Communauté d’Agglomération Evry Centre Essonne, en partenariat avec la SACD, Cinessonne, le Groupe Kodak,  Le Groupe TSF, Tice. etc..
- 2008 : L'enfant pirogue et l'homme crocodile de Jozef Bojo Grand D - avec Manu Dibango et son orchestre[19]
- 2009 : Riz Souflé - Cie Reverbed Theater de Taïwan (Les fleurs du mal - diptyque)
- 2012-2013 : Mélodie pour un texte - Lecture théâtrale

### Créateur d’événements du spectacle vivant et autour du cinéma
- 1996 :  Création avec Jean-Pierre Chrétien-Goni du : Le Off du Off d’Avignon

- 1996 :   La Tempête (Variation sur la pièce de Shakespeare) - Mise en scène Jean-Pierre Chrétien-Goni
- 1996 :  Machines à Musique - Mise en scène Jean-Pierre Chrétien-Goni
- 1996 :  Une petite âme de Véronique Estel
- 2001 :  Un dimanche à la campagne - Un festival de cinéma à la Ferme du Bois Briard de Courcouronnes

### Une exposition d’Arts Plastiques
- 1996 :  En Avignon à MONTFAVET (CHS) du 9 au 30 juillet : L’atelier Marie Laurencin, Colette Grand Gérard, Laurence Pustetto, Nicolas Babinet, Kantaro. La particularité de cette Expo ouverte sur la cité est de mêler "patients" et "non-patients" dans le même contexte, dans le même esprit, d'indistinction des "patients" et des "impatients"

### Quelques débats sur le thème des jeunes et la cité
- 1996 : L’espace carcéral - Au café La Pêche de Montreuil. Sous l’égide des droits de l’homme, débat auquel ont participé: d’anciens détenus femmes et hommes, ainsi qu’un juge d’application des peines, le proviseur d’un établissement pénitentiaire, une responsable de bibliothèques en espace carcéral.

- 1996 :  Les jeunes et la Cité - Au café La Pêche de Montreuil. Débat auquel ont participé: d’Henri Agu, Vice Président du Conseil Général du Canton Avignon Est Adjoint spécial à Monfavet, Gérard Mosnier et René Panddelon, respectivement directeur et psychiatre de l'hôpital de Montfavet, Assen Allouache responsable et directeur de l’ACLCM auprès de la mairie de Montreuil, Jean-Pierre Chrétien-Goni (metteur en scène).

## Acteur

### Au théâtre
- 1976-1980 : Notre-Dame de Paris - La compagnie de LA MIE DE PAIN - Direction : Yves Kerboul
- 1976-1980 : Frisson sur le pavé - La compagnie de LA MIE DE PAIN - Direction : Yves Kerboul
- 1979 : Un chat est un chat de Warm - Festival de Valréas - Mise en scène de J. Lémus - Rôle : Le commissaire
- 1979 : Les deux gentilshommes de Vérone de Shakespeare - Festival de Valréas - Mise en scène de René Jauneau
- 1981 : Les procès de Prague - Théâtre du Soleil - Mise en scène d'Ariane Mnouchkine
- 1982 : Woyzeck de Büchner - Théâtre Gérard Philipe - Mise en scène de Jean-Pierre Rosfelder - Rôle : Andres[20]
- 1982 : Rétention de B. Chauvet et O. Lorelle - Théâtre du Chaudron, Cartoucherie de Vincennes - Mise en scène des auteurs - Rôle : Teddy
- 1984 : Fantasio de Musset - Festival de St Omer - Mise en scène de Claudia Nautale - Rôle : Spark Spark
- 1988 : Britannicus de Racine - Festival d’Alès et La Cité Internationale Paris Mise en scène - Rôle : Néron
- 1989 : J’avais vingt ans en 89 - Mise en scène de l'auteur Jean-Pierre Amié - Rôle : Thomas.
- 1989 : Les nouvelles révélations de l’être d’Antonin Artaud - Festival d’Uzeste - Mise en scène et interprétation
- 1991 : La voix de Robert Desnos - Festival d’Avignon - Mise en scène Daniel Krellenstein (diffusion France Culture le 14/10/19 91)
- 1991 : Le cycle du crabe de Gabriel Cousin - Festival d’Avignon - Mise en scène d'Odile Michel
- 1991 : Pétition de Vaclav Havel - L’Espace Pierre Cardin - Mise en scène d'Odile Michel et Pierre Olivier - Rôle : Stanek.

### À la radio - France Culture
1991-1992 : Principales dramatiques 
- Le magicien de Saratoga - Une réalisation de Michel Sidoroff.
- Vladimir ou l’esprit d’unité à propos de Vladimir Soloviev - Une réalisation de Marie Andrée Arminot.
- C’est le soleil dit la femme araignée, vous êtes pour la première fois devant votre père : Le créateur - Une réalisation de Marie Andrée Arminot

### Au cinéma
1983-1991 : Principaux films :
- Un jeu brutal - Un film de Jean-Claude Brisseau - Espoir aux Césars en 1983.
- Résidence surveillée - Un film de Frédéric Compain
- Rupture - Un film de Raymonde Carasco
- Autant que faire se peut ou les liens - Un film d' Anne Benahiem
- Woyzeck de Büchner - adapté et réalisé par Guy Marignane

### À la télévision
1991-1992 :  Principaux téléfilms :
- Une série d’Olga-Baidar Poliakoff

- Des téléfilms de : R.Lucot - J.J. Goron - A. Ferrari. - Picot - J. Ruffio - A.Lombard...